# Margot Benary-Isbert
Margot Benary-Isbert (geboren als Margot Isbert 2. Dezember 1889 in Saarbrücken; gestorben 27. Mai 1979 in Santa Barbara (Kalifornien)) war eine deutsch-amerikanische Schriftstellerin. 1948 schrieb sie ihr erstes Buch, die Arche Noah. Viele ihrer Werke wurden von ihrer Familiengeschichte inspiriert.

## Leben
Margot war die Tochter von Adolf Isbert (1858–1938) und die Cousine von Otto Albrecht Isbert (1901–1986). Ihre Mutter starb bereits 1896. Sie hatte zwei Geschwister. Sie wuchs in Frankfurt am Main auf und begann, ermutigt durch eine Lehrkraft, schon in ihrer Kindheit zu schreiben. Von 1910 bis 1917 arbeitete sie im Völkerkundemuseum in Frankfurt. Dort lernte sie ihren späteren Mann Wilhelm Benary kennen, den sie 1917 heiratete, sie haben eine Tochter. Das Paar siedelte nach Erfurt über, wo Margot Benary-Isbert zunächst Dänische Doggen, während des Zweiten Weltkrieges jedoch auch andere Tiere züchtete. In die Zeit zwischen den Weltkriegen fielen Aufenthalte an den Orten, an denen Wilhelm Benary arbeitete; unter anderem lebte die Familie zeitweise in Berlin. Margot Benary-Isbert floh vor der sowjetischen Besetzung Erfurts zu einer Freundin auf einen einsam gelegenen Hof in der Rhön. Von Hof und Bewohnern inspiriert schrieb Benary-Isbert 1948 Die Arche Noah und später den Ebereschenhof. 1952 wanderte sie mit ihrem Mann in die USA aus. 1957 nahm sie die amerikanische Staatsbürgerschaft an.
Viele ihrer Bücher beschäftigen sich mit den Problemen, die die Kriegszeiten aufwarfen. Idyllischer geht es in dem Roman Annegret und Cara zu, der von der Freundschaft eines zunächst verträumten und etwas vereinsamten kleinen Mädchens mit der Dogge Cara erzählt. Die Kulisse bildet hier das von Ernst Benary gegründete Samengeschäft in Erfurt, in dem auch der Ehemann der Autorin zeitweise arbeitete, und speziell das Haus zur Kröte (heute: Brühlerstraße 40) als Wohnsitz der dreiköpfigen Familie Benninger, die offenkundig dem Ehepaar Benary und seiner Tochter nachgebildet ist. Eine Nebenrolle spielte auch „Tante Igel“, das war der Spitzname von Annemarie Benary, der Schwester von Albert Benary, die ebenfalls in Erfurt lebte.
Mehrere ihrer Jugendbücher wurden von dem Illustrator Walter Rieck illustriert.

## Werke
- Die Arche Noah, 1948, englisch als The Ark, 1952, schwedisch als Arken
- Der Ebereschenhof, 1949, englisch als Rowan Farm, 1954, schwedisch als Rönngården
- Annegret und Cara, 1951, englisch als Blue Mystery, 1967
- Mädchen für alles. Sieben Jahre Sekretärin im Völkerkundemuseum, 1952
- Sternschnuppe im Schnee. Von Bergen und Sternen, Schiern und allerlei Getier, 1952
- Heiligenwald, 1953, englisch als A Time to Love, 1962
- Aufruhr in Vogelsang, 1953
- The shooting star, 1954
- Schloss an der Grenze, 1956, englisch als Castle on the Border, ebenfalls 1956, schwedisch als Slottet vid gränsen
- Die Großmutter und ihr erster Enkel, Herder, Freiburg 1957
- Ich komme, Larry, englisch als The Long Way Home, 1959
- Gefährlicher Frühling, 1961
- Die dunkelste Nacht, 1964
- Unter dem Sichelmond, englisch als Under a Changing Moon, 1964
- Das Abenteuer des Alterns, 1965
- Ein heiterer Abend krönt den Tag, 1968
- Oma und Opa sind die besten, 1968
- These vintage years, 1968
- Ich reise mit meinen Enkeln, 1971
- Li Tai Pe – Das ewige Siegel. Eine Legende um den Dichter Li Tai Pe, 1972
- Vom Glück der reifen Jahre, 1978
- Im Hause meines Großvaters